# Estação Al-Shohadaa
Al-Shohadaa (do árabe:الشهداء) (Mubarak (do árabe:(مبارك) até 2017) é uma estação dupla do Metro do Cairo, onde se interligam duas linhas: a Linha Vermelha e a Linha Amarela. Situa-se em Al Azbakiyyah, distrito central do Cairo no Egito.

## Origem do nome
A estação inaugurada em setembro de 1987, juntamente com o primeiro trecho da Linha 1, recebeu o nome de Mubarak, em homenagem a Muhammad Hosni Said Mubarak (1928-2020) que foi presidente da República Árabe do Egito de 1981 até até ser deposto em 11 de fevereiro de 2011. Em dezembro de 2017, a estação recebeu o nome de Al-Shohadaa que significa testemunho, e é o primeiro dos cinco pilares do Islamismo (arkan al-Islam).

## Construção
A estação subterrânea que atende a linha 1 tem 20000 m2 de área construída, distribuída em cinco níveis, cada um deles com  4000 m2. A esta área são somadas mais 7170 m2 distribuídos em dois pisos das instalações que atendem a Linha 2.

## Entroncamento metroviário e ferroviário

Mapa do Metro do Cairo.

Al-Shohadaa e Sadat são as duas estações pertencentes à rede original do Metro de Cairo, inaugurada em 1987, com a particularidade de serem, à data, as duas únicas estações de interface da rede. O número de passageiros que se transferem da Linha 1 do Metrô para a Linha do Metrô
2 e da Linha 2 do Metrô para a Linha 1 do Metrô representam aproximadamente 40% da entrada total de
passageiros na linha 2 do metrô. A transferência de passageiros entre a estação Mubarak e a estação Sadat totalizaram 276 960 passageiros/dia, e no sentido inverso 303 821 passageiros/dia segundo estudo publicado pela Agência de Cooperação Internacional do Japão (JICA} em 2010.
Pela proximidade está conectada a estação ferroviária Ramses, estação central de trens da cidade do Cairo cuja principal linha ferroviária chega até Alexandria. As  estações Al-Shohadaa, Giza Railway  e Shubra El-Kheima todas as três pertencentes a Linha 2 do Metro do Cairo estão interligadas ao sistema ferroviário do Egito.

## Medições de radônio
O radônio é um elemento químico radioativo, que é liberado de solos e rochas, materiais de construção e água. Este gás tem sido observado em túneis e estações de metrô construídos com concreto, tijolos,
pedras naturais e cerâmicas. Durante um ano entre 1998 e 1999, as Estações Al-Shohadaa e Al-Sadat forma monitoradas, e a conclusão dos estudos indicaram que os níveis do gás observados esram estáveis e não ofereciam perigo para os funcionários e passageiros do metrô. Os bons resultados foram influenciados pelo eficiente e intensivo sistema de ventilação.

## Medições de ruído
A estação foi considerada inadequada quanto a poluição sonora em 2004 juntamente com todas as demais estações subterrâneas da Linha 2 do metro do Cairo. A deficiência tinha origem nos nos sinais sonoros e sistema de frenagem das composições, na velocidade de chegada dos trens na estação e no tipo de revestimento das paredes da estação. 